# Zeta Cephei
Zeta Cephei (ζ Cep / ζ Cephei) è una stella della costellazione di Cefeo, del quale marca una spalla. Non ha un nome proprio regolarmente utilizzato, sebbene alcuni utilizzino Tsao Fu, dal nome di un grande auriga nella mitologia cinese, che fu identificato con le stelle della costellazione di Cefeo.

## Osservazione
La sua posizione è fortemente boreale e ciò comporta che la stella sia osservabile prevalentemente dall'emisfero nord, dove si presenta circumpolare anche da gran parte delle regioni temperate; dall'emisfero sud la sua visibilità è invece limitata alle regioni temperate inferiori e alla fascia tropicale.
La sua magnitudine pari a +3,4 le consente di essere scorta con facilità anche dalle aree urbane di moderate dimensioni, sebbene un cielo non eccessivamente inquinato sia maggiormente indicato per la sua individuazione.
Il periodo migliore per la sua osservazione nel cielo serale ricade nei mesi compresi fra fine giugno e novembre; nell'emisfero nord è visibile anche per tutto l'autunno, grazie alla declinazione boreale della stella, mentre nell'emisfero sud può essere osservata in particolare durante i mesi del tardo inverno australe.

## Caratteristiche fisiche
Zeta Cephei è una supergigante arancione (classe spettrale K1.5Iab) con una temperatura superficiale di 4.310 K e con una massa pari ad otto masse solari. Possiede una luminosità pari approssimativamente a 3600 volte la luminosità solare. Ad una distanza di circa 726 anni luce dalla Terra, Zeta Cephei appare come un oggetto di magnitudine apparente 3,39 e possiede una magnitudine assoluta di - 3,65. La stella ha una metallicità del 60% superiore a quella solare, cioè contiene 1,6 volte il quantitativo di materiali pesanti presente nel Sole. Si colloca sul limite delle 8-10 masse solari, caratteristico per le stelle che producono un nucleo ferroso e poi esplodono come supernove. Da una stima recente di Tetzlaff et al, la massa di Zeta Cephei è di poco superiore a 10 volte quella del Sole.
Se Zeta Cephei fosse un sistema binario, cioè, se fosse presente una compagna non osservata che fosse sufficientemente vicina da scambiare massa con la nana bianca che verrà ad essere, c'è qualche possibilità che si verifichi una seconda esplosione di supernova, in questo caso di tipo Ia.